# Hollow Rock
Hollow Rock é uma cidade  localizada no estado norte-americano de Tennessee, no Condado de Carroll.

## Demografia
Segundo o censo norte-americano de 2000, a sua população era de 963 habitantes.
Em 2006, foi estimada uma população de 945, um decréscimo de 18 (-1.9%).

## Geografia
De acordo com o United States Census Bureau tem uma área de
4,6 km², dos quais 4,6 km² cobertos por terra e 0,0 km² cobertos por água.

## Localidades na vizinhança
O diagrama seguinte representa as localidades num raio de 24 km ao redor de Hollow Rock.